# Ilan Gur
Ilan Gur es un director ejecutivo y empresario estadounidense. En 2022 fue nombrado director ejecutivo de la Agencia de Investigación e Invención Avanzadas (ARIA, por sus siglas en inglés) del Reino Unido, un organismo independiente de financiación de la ciencia.

## Formación
Gur obtuvo su PhD por la Universidad de California, Berkeley en Ciencia de los materiales e Ingeniería.

## Carrera profesional
Gur fue director de programas y asesor principal de ARPA-E entre 2011 y 2014. Ha fundado dos startups'_ de base científica, entre ellas Seeo Inc, que fue adquirida por Bosch en 2015.
Gur fue el fundador y antiguo CEO de Activate, una organización sin ánimo de lucro que utiliza un modelo de becas empresariales para ayudar a científicos e ingenieros a transformar su investigación en productos y negocios.

## Premios
Ha sido nominado entre las "personas a seguir" de la lista Nature's 10, edición de 2023.